# Detector

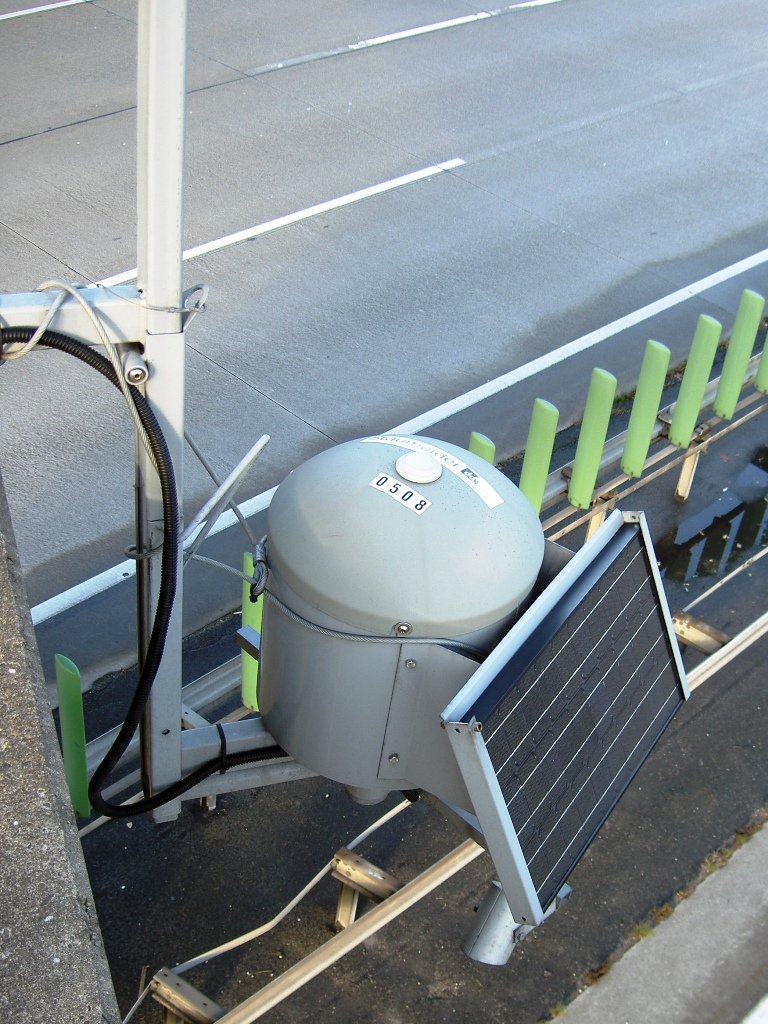
Detector de tráfico.

El término detector hace referencia a aquel dispositivo capaz de percibir cierto fenómeno físico, tal como la presencia de humo proveniente de un incendio, la existencia de un gas en el aire y la presencia de un intruso en una vivienda.
En el ámbito del control de procesos, se llama detector a un sensor que solamente es capaz de distinguir entre dos posibles valores o estados del sistema que se mide, por lo cual también recibe el nombre de sensor binario o sensor todo/nada.

## Algunos tipos de detectores
- Detector de billetes falsos
- Detector de calor
- Detector de humo
- Detector de gas
- Detector de metales
- Detector de conductividad térmica
- Detector termoiónico
- Detector de mentiras
- Detector de emisión atómica
- Detector de anomalías magnéticas
- Detector de captura de electrones
- Detector de ionización de llama
- Sistema de detección de intrusos
- Detector de inundación

También existen otros detectores tales como:
- Detector de luz
- Detector de movimiento